# شکور پورحسین شقلان
شکور پورحسین شقلان، نماینده سابق مردم پارس‌آباد و بیله‌سوار در دهمین دوره مجلس شورای اسلامی است.

## نماینده پارس‌آباد در مجلس دهم
در دهمین دوره انتخابات مجلس شورای اسلامی، شکور پورحسین شقلان، در دور دوم توانست با ۵۲٬۷۳۱ رأی از مجموع ۱۰۱٬۳۰۶ رأی مأخوذه صحیح بعنوان نفر اول پارس‌آباد و بیله سوار، وارد مجلس دهم شود.

## پیشینه
شکور پورحسین شقلان زاده ی (یکم  آبان ۱۳۵۶) روستای شقلان آذربایجان شرقی
حقوقدان و سیاستمدار مستقل ایرانی نماینده دوره دهم مجلس شورای اسلامی از حوزه انتخابی پارس آباد، بیله سوار و اصلاندوز میباشد.
تحصیلات و مسئولیتها
شکور پورحسین شقلان دانش آموخته دکتری حقوق عمومی از دانشگاه شهید بهشتی تهران، بازپرس شعبه ویژه مبارزه با زمین خواری تهران (دادسرای انفال و ثروت های عمومی) و مدیرکل حقوقی سازمان ملی زمین و مسکن را در کارنامه خود دارد و در حال حاضر به عنوان قاضی در قوه قضاییه مشغول به خدمت می باشد.